# B14
El B14 es una embarcación de vela ligera claramente enmarcada en el moderno estilo skiff, con 4.24 m de eslora, 3.20 m de manga y su casco pesa un mínimo de 64 kg. Va dotado de mayor (12 m²) y foque (5.2 m²), ambas de sables forzados, y spinnaker asimétrico (29 m²) montado sobre botalón telescópico. Su tripulación la forman patrón y tripulante, sin trapecio. De líneas muy agresivas, combina una muy alta velocidad con unas reacciones fulgurantes.
Su navegación natural es el planeo en todos los rumbos, que alcanza con vientos superiores a los 6-7 nudos (fuerza 2 de la escala de Beaufort). En condiciones de vientos medios y fuertes su velocidad alcanza a superar a la del viento en rumbos portantes. 

## Historia
Fue diseñado en 1986 por Julian Bethwaite antes de diseñar el olímpico 49er. Las excelentes prestaciones y las sensaciones que transmitía el B14 a sus practicantes pronto hicieron que el barco se popularizase y la ISAF (Federación Internacional de Vela) acabó reconociendo el B14 cómo clase internacional en 1988.

## Dimensiones
- Eslora: 4,24 metros.
- Manga de 3,20 metros.
- Botalón: 1,75 metros.
- Peso: de 64 a 105 kg.
- Vela mayor: 12 m².
- Foque: 5,20 m².
- Gennacker: 29 m² (spi asimétrico).
- Mástil: 7,20 metros.

## Tripulación
- El peso ideal de la tripulación: 130-180 kg